# 14570 Burkam
14570 Burkam è un asteroide della fascia principale. Scoperto nel 1998, presenta un'orbita caratterizzata da un semiasse maggiore pari a 2,2570565 UA e da un'eccentricità di 0,1260284, inclinata di 1,94469° rispetto all'eclittica.